# Шлоттербек, Кевен
Ке́вен Мате́о Шло́ттербек (нем. Keven Matteo Schlotterbeck; родился 28 апреля 1997 года, Вайнштадт, Германия) — немецкий футболист, защитник клуба «Аугсбург». Участник летних Олимпийских игр 2020 в Токио. Старший брат Нико Шлоттербека.

## Клубная карьера
Шлоттербек — воспитанник клубов «Штутгартер Кикерс», «Кирхейм» и «Бакнанг 1919». В 2015 году он дебютировал за основной состав последнего. В 2017 году Кевен перешёл во «Фрайбург». 3 февраля 2019 года в матче против «Штутгарта» он дебютировал в Бундеслиге. 
Летом того же года Шлоттербек был арендован берлинским «Унионом». 18 августа в матче против «РБ Лейпциг» он дебютировал за новую команду. По окончании аренды Шлоттербек вернулся во «Фрайбург». 
В январе 2023 года последовала новая аренда в «Бохум», которая была продлена до конца сезона 23/24 летом того же года. В сезоне 23/24 Кевен был важным игроком для «Бохума» и помог клубу сохранить место в Бундеслиге на следующий сезон; «Бохум» занял 16 место в Бундеслиге 23/24 и не вылетел благодаря победе по пенальти в двухматчевом противостоянии против «Фортуны Дюссельдорф», где Шлоттербек реализовал свой удар в послематчевой серии. 
1 июля 2024 последовал трансфер в «Аугсбург» за 2,5 млн евро.

## Международная карьера
В 2021 году в составе олимпийской сборной Германии Шлоттербек принял участие в летних Олимпийских играх 2020 в Токио. На турнире он сыграл в матчах против команд Бразилии, Саудовской Аравии и Кот-д’Ивуара.